# پالانتزنو
پالانتزنو (به ایتالیایی: Pallanzeno) یک کومونه در ایتالیا است که در استان وربانو-کوزیو-اوسولا واقع شده‌است. پالانتزنو ۴٫۴ کیلومتر مربع مساحت و ۱٬۲۰۰ نفر جمعیت دارد.